# Фен Юлань
Фен Юлань (*馮友蘭, 4 грудня 1895 —26 листопада 1990) — китайський філософ та історик філософії в КНР.

## Життєпис
Походив із заможної родини Фен. Разом з тим батьки сприяли освіті своїх дітей. Спочатку Фен Юлань навчався у школі в Шанхаї, потім з 1912 до 1915 року в підготовчій школі для вступу в університет. У 1915 році поступив до Пекінського університету. З 1919 навчався в США, здобувши у 1924 році ступінь доктор філософії в Колумбійському університеті. Після повернення в Китай займався науково-викладацькою діяльністю.
З початком війни із Японією перебирається у західні райони Китаю. У 1936–1946 роках обіймав посаду професора Об'єднаного університету Південного Заходу (м. Куньмін). З початком громадянської війни між Комуністичною партією Китаю та Гомінданом перебирається до США. Тут у 1946–1947 працював в Пенсильванському університеті. Втім вже у 1947 році повертається на батьківщину, оселяється у Пекіні. З 1947 до 1952 року викладав в Університеті Цінхуа. З 1952 року професор філософського факультету Пекінського університету, член відділу філософії та суспільних наук Академії наук Китаю. Був вимушений співвідносити свою наукову й викладацьку діяльність з думками ідеологів Культурної революції.
У 1956, 1960, 1965 роках член Китайської народної політичної узгоджувальної ради 2, 3 і 4-го скликань, член Всекитайської ради народних представників у 1975 році. Останні роки життя провів займаючись переважно розробкою своїх поглядів на філософію. Помер 26 листопада 1990 року у Пекіні.

## Філософія
У ранніх роботах Фен Юланя помітно вплив ідей Лян Шуміна. У творі «Порівняльне вивчення життєвих ідеалів» Фен Юлань орієнтувався на пошук схожих тенденцій в різних культурах. Виділив три напрямки людської думки, виходячи з ідеалізації тих чи інших рис реального світу і співвідношення в цих напрямках: з одного боку, науки, що постійно збільшує обсяг змістовних пізнань, і з іншого — філософії, яка прагне до формалізації і «порожнечі» через зменшення обсягу змістовних суджень. Деномінація цих напрямків сходить до «Дао де цзин». Перший напрямок думки — «шлях зменшення» (сунь дао), що характеризується аскетизмом, антиінтелектуалізмом і містицизмом (Чжуан- цзи, Платон, буддійські мислителі, Шопенгауер), друге — «шлях збільшення» (і дао), якому притаманні раціоналізм, гедонізм і суб'єктний "егоїзм " (Ян Чжу, Мо Ді, Декарт, Бекон і Фіхте); третє — «серединний шлях» (чжун дао), якому віддавав симпатії Фен Ю лань і який дозволяє уникнути крайнощів перших двох «шляхів» (Конфуцій, Аристотель, представники неоконфуціанства, Гегель).
Фен Юлань розробляв систему «нового неоконфуціанства», або «нове вчення про принцип» (сінь лісюе), відновлюючи філософію Чен І—Чжу Сі з використанням методологічних і теоретичних положень західної філософії. Фен Юлань формував філософію, яка не містить висловлювань щодо актуального емпіричного світу (ши цзи) і аналізує виключно ідеальний «істиннісний» світ (чжень цзи). Мета філософії, згідно Фен Юланя, не в розширенні фактичних знань, а в піднесенні людського розуму. Ступінь індивідуального розуміння світу і самосвідомості визначає приналежність людини до певної сфери буття. На рівні природної (цзи жань) сфери людина не осмислює свою поведінку і підпорядковується інстинкту, в утилітарному (гунлі) — керується особистою вигодою. До моральної (даоде) сфері належать люди, ведені громадським обов'язком. Вища, космічна, або універсальна (тянь ді), сфера є власне продукт філософствування, в ній людина об'єднується зі світом, який постає у вигляді «Неба» (тянь) або «Великого цілого».

## Історія філософії
У 1930-х роках створив фундаментальну працю — «Історію китайської філософії», в якій розділив розвиток філософської думки в Китаї на два періоди: «епоху навчань мудреців» (цзи сюе шидай) — до періоду правління династії Цінь — і «епоху вивчення канонів» (цзін сюе шидай) — від династії Хань до династії Цін.
З кінця 1940-х років Фен Юлань повернувся до дослідження історії китайської філософії. У 1948 році в США вийшла «Скорочена історія китайської філософії», написана Фен Юланєм спеціально для західного читача, яка містить стислий виклад його історико-філософських і власне філософських поглядів. У 1957 році виступив проти тотального заперечення спадщини китайської філософії, закликавши до «сприйняття абстрактного» загальногуманістичного сенсу категорій конфуціанства.
У 1980-ті роки Фен Юлань працював над 7-томною «Історією китайської філософії в новій редакції».